# Écouter voir
 (octobre 2014).
Si vous disposez d'ouvrages ou d'articles de référence ou si vous connaissez des sites web de qualité traitant du thème abordé ici, merci de compléter l'article en donnant les références utiles à sa vérifiabilité et en les liant à la section « Notes et références ».
Écouter Voir est une enseigne française d'optique et d'audition dont les points de vente sont gérés par les organismes adhérents à la Mutualité française.

## Historique
Écouter Voir est le fruit du rapprochement entre les Opticiens Mutualistes et Audition Mutualiste, en décembre 2019.

## Fonctionnement
Les centres Écouter Voir sont détenus par des groupements mutualistes relevant du code de la mutualité qui, outre leur activité en optique et en audition portent leurs engagements dans les domaines du service à la personne, de la petite enfance, du handicap et gèrent des centres de santé de proximité. Le réseau appartient à l’ESS, mode d’entreprendre fondé sur le principe de solidarité et d’unité sociale. Chaque année, les bénéfices générés par Écouter Voir sont réinjectés dans des services de soins et d'accompagnement mutualistes.

## Organisation
L’enseigne Écouter Voir est gérée opérationnellement par Visaudio, entreprise composée de 70 collaborateurs également adhérente de la Fédération nationale de la mutualité française.
Les centres d’optique et d’audition mutualistes sont dotés de leurs propres syndicats, le SYNOM (Syndicat National des Centres d’Optique Mutualistes) et le SYNAM (Syndicat National des Centres d’Audition Mutualistes). Ils interviennent auprès des instances publiques pour que la santé auditive et visuelle soit accessible à tous. Écouter Voir s’est investie avec d’autres organisations professionnelles pour construire, signer et porter la réforme du 100 % Santé mise en œuvre en 2019. Elle a permis à des millions de Français de s’équiper de lunettes et d’aides auditives sans reste à charge.

## Identité visuelle

Logo d'Écouter Voir.